# Saint-Rivoal
Saint-Rivoal (bretonisch Sant-Riwal) ist eine französische Gemeinde mit 220 Einwohnern (Stand 1. Januar 2022) im Département Finistère.

## Lage
Der Ort befindet sich im Westen der Bretagne im Regionalen Naturpark Armorique (französisch Parc naturel régional d’Armorique), an den Ausläufern des Höhenzuges Monts d’Arrée in einer hügeligen und waldreichen Umgebung.
Brest liegt 36 Kilometer westlich, Quimper 40 Kilometer südlich und Paris etwa 450 Kilometer östlich (Angaben in Luftlinie).

## Verkehr
Bei Le Faou und Châteaulin befinden sich die nächste Abfahrten an der Schnellstraße E 60 (Brest-Nantes) und bei Landivisiau und Morlaix an der E 50 (Brest-Rennes). In den vorgenannten Orten gibt es auch die nächsten Regionalbahnhöfe an den überwiegend parallel verlaufenden Bahnlinien.
Der Bahnhof von Brest ist Endpunkt des TGV Atlantique nach Paris. Die nächsten Regionalflughäfen sind der Aéroport de Brest Bretagne bei Brest und der Aéroport de Lorient Bretagne Sud bei Lorient.

## Bevölkerungsentwicklung
| Jahr                       | 1962 | 1968 | 1975 | 1982 | 1990 | 1999 | 2007 | 2017 |
| Einwohner                  | 311  | 257  | 225  | 208  | 172  | 164  | 172  | 194  |
| Quellen: Cassini und INSEE |      |      |      |      |      |      |      |      |

## Sehenswürdigkeiten

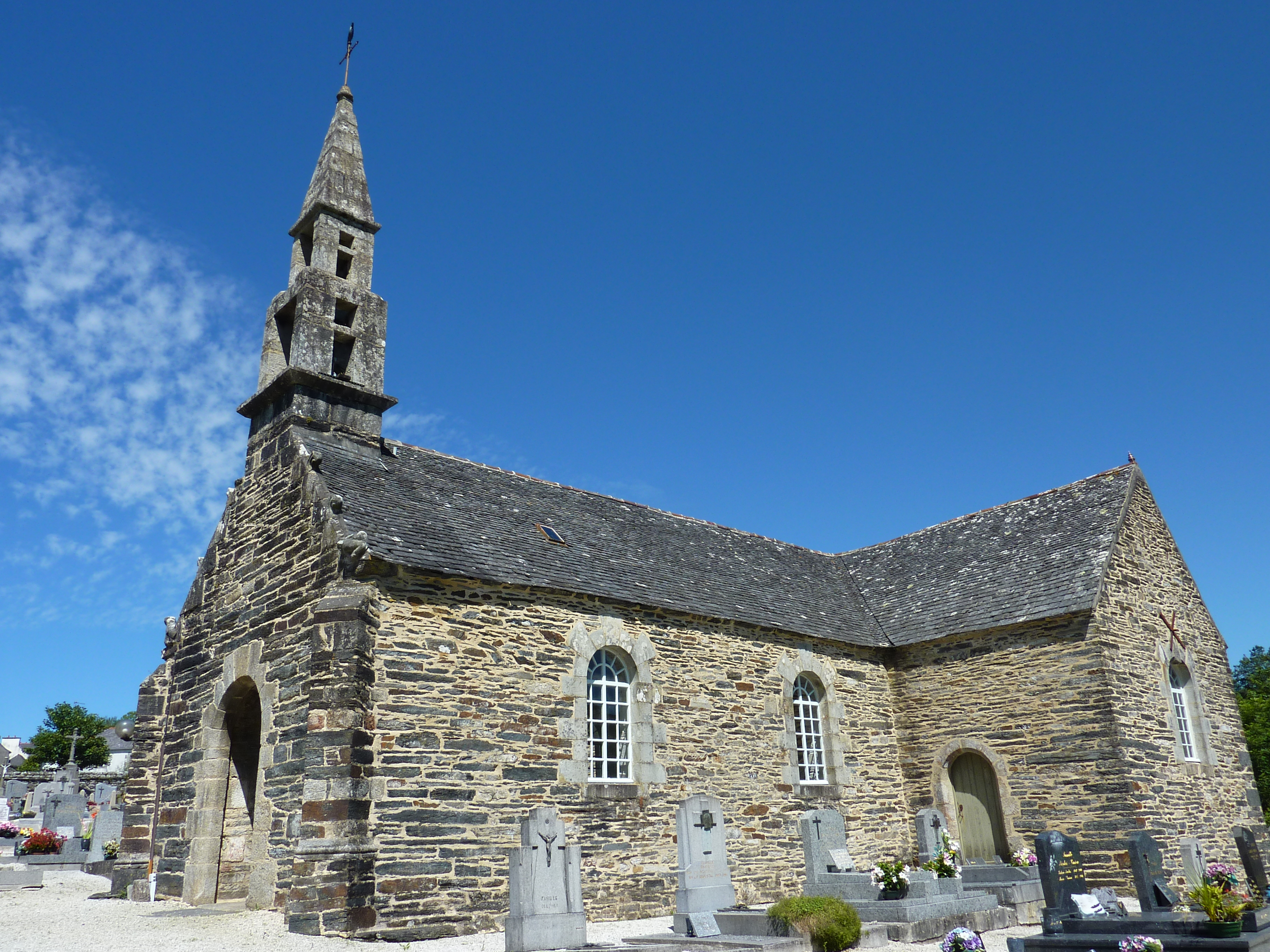
Kirche Saint-Rivoal
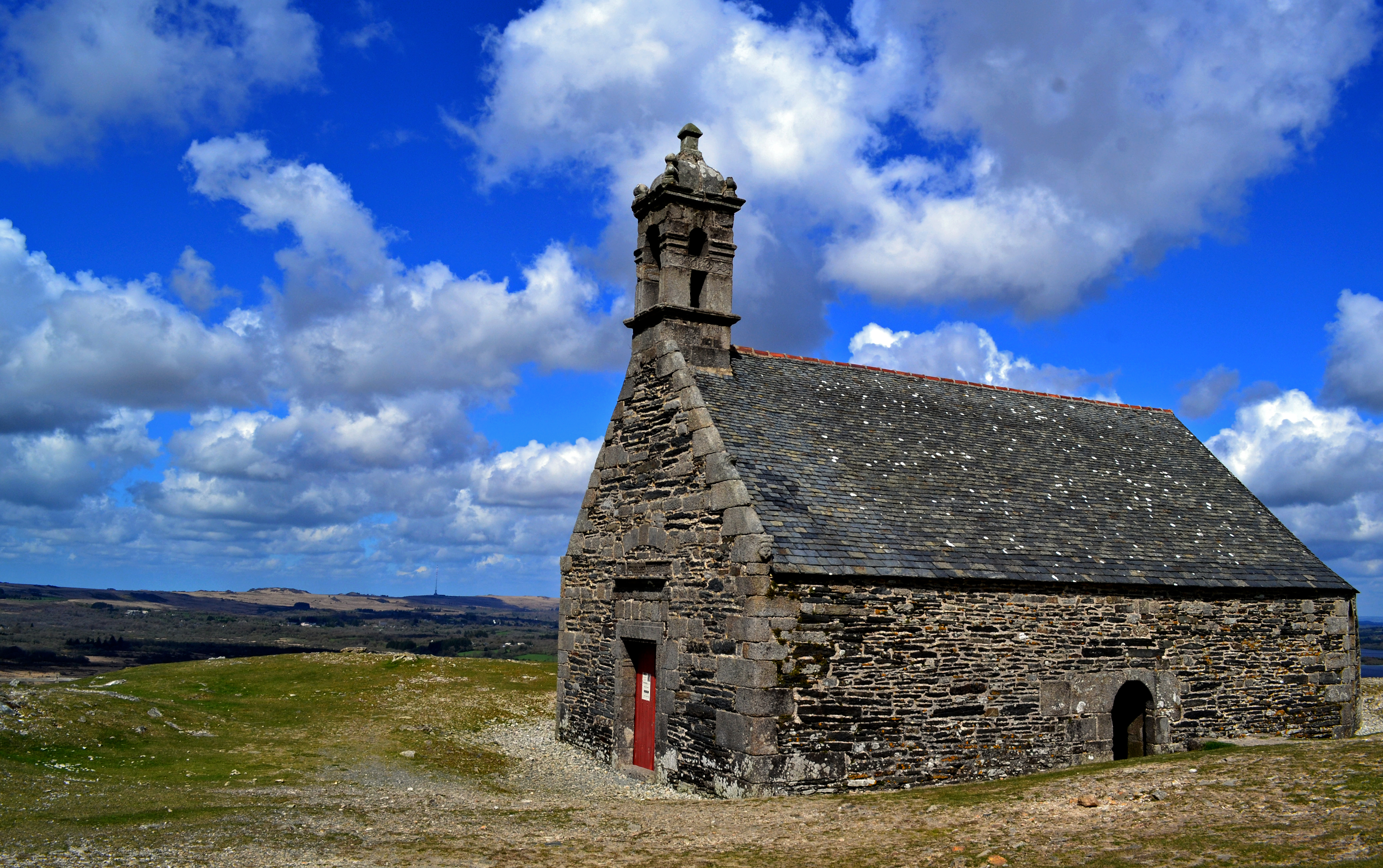
Kapelle Mont-Saint-Michel-de-Brasparts
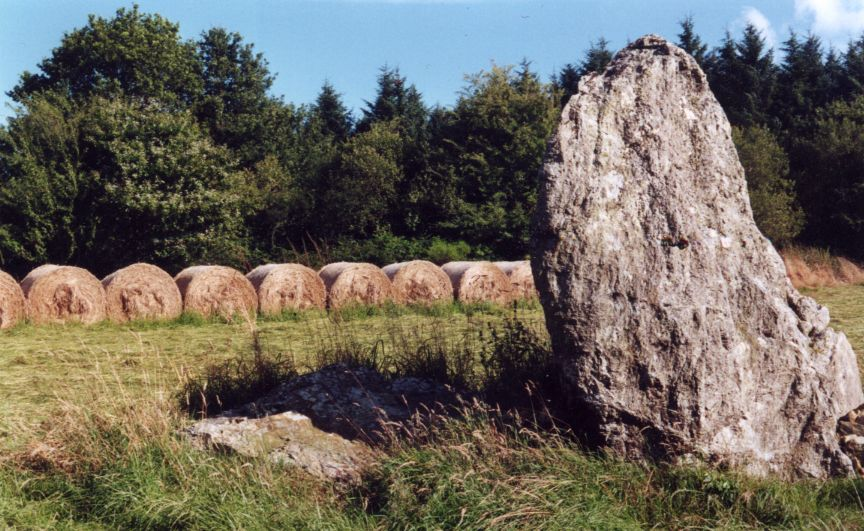
Menhir von Roquinarc’h

Siehe auch: Liste der Monuments historiques in Saint-Rivoal